# Monotoplana rufifrons
Monotoplana rufifrons is een platworm (Platyhelminthes). De worm is tweeslachtig. De soort leeft in het zoute water.
Het geslacht Monotoplana, waarin de platworm wordt geplaatst, wordt tot de familie Monotoplanidae gerekend. De wetenschappelijke naam van de soort werd voor het eerst geldig gepubliceerd in 1952 door Westblad.